# Michael Byrnes
Pour les articles homonymes, voir Byrnes.
Michael Byrnes est un écrivain américain né le 3 mai 1970 à West Orange (New Jersey), auteur de thrillers traduits dans de nombreuses langues. 
Titulaire d'un diplôme en sciences de l'université d'État de Montclair puis d'un  MBA de l'université Rutgers, il dirige une société de courtage en assurances.
Il réside désormais en Floride, avec sa femme Caroline et ses trois enfants Vivian, Camille et N,.

## Œuvres
- 2007 - The Sacred Bones, Ed. William Morrow, 2007, 304 pages,  (ISBN 978-0-06114607-7). 
  - Traduction française par Arnaud d'Apremont : Le Secret du dixième tombeau, (coll. Littérature étrangère - Belfond Noir), Belfond, 2008, 435 pages,  (ISBN 978-2-71444350-2) et Pocket, 2010, 597 pages,  (ISBN 978-2-26618995-8). Livre audio, 2xCD, éditions VDB.
- 2009 - The Sacred Blood, Ed. William Morrow, 2009, 272 pages,  (ISBN 978-0-06178312-8). 
  - Traduction française par Arnaud d'Apremont : Le Mystère de l'arche sacrée, (coll. Littérature étrangère - Belfond Noir), Belfond, 2011, 416 pages,  (ISBN 978-2-71444554-4). Livre audio, 2xCD, éditions VDB.
- 2010 - The Genesis Plague, Ed. Simon & Schuster Ltd, 2010, 248 pages,  (ISBN 978-1847372390). disponible également en poche et Kindle.
  - Traduction française par Arnaud d'Apremont : La Malédiction de Lilith, (coll. Littérature étrangère - Belfond Noir), Belfond, 2012, 450 pages,  (ISBN 978-2-71444964-1).